# Bi Kun
Det här är en artikel om en person med kinesiskt personnamn; Bi är familjenamnet.
Bi Kun (kinesiska: 毕焜), född 12 november 1995, är en kinesisk vindsurfare.

## Karriär
Vid olympiska sommarspelen 2020 i Tokyo tog Bi brons i RS:X.